# نقص التصاق الكريات البيضاء
نقص التصاق الكريات البيضاء (اختصارًا LAD) هو اضطراب وراثي ينتقل بصفة جسمية متنحية، ونادر، ويتميز بوجود عوز مناعي ما يؤدي إلى التهابات متكررة، ويُقسم LAD حاليًا إلى ثلاثة أنواع فرعية وُصفت مؤخرًا وهي: LAD1, LAD2, LAD3 ومعروفة أيضًا باسم LAD1 واختلافاتها، في LAD3 تُضاف للأعراض حالة نزفية تشبه مرض وهن الصفيحات المنسوب لغلانزمان.

## الخصائص
عُرفت LAD لأول مرة بأنها حالة سريرية منفردة في السبعينيات، وتضمنت الأوصاف الكلاسيكية لـ LAD الالتهابات الجرثومية المتكررة، وعيوب التصاق العدلات، وتأخر سقوط الحبل السري، وتؤدي عيوب الالتصاق إلى ضعف الانجذاب الكيميائي للكريات البيضاء، وعدم القدرة على تكوين القيح والعدلات.
يعاني مرضى LAD من التهابات جرثومية تبدأ منذ فترة الولادة، تُعد التهابات السحايا وذوات الرئة والتهاب اللثة والتهاب الصفاق شائعة، وغالبًا ما تهدد الحياة بسبب عدم قدرة الرضيع على القضاء على العضيات الغازية بشكل صحيح، ولا يتشكل عند هؤلاء المرضى خراجات لأن الخلايا المحببة غير قادرة على الانتقال إلى مواقع الإصابة.

## السبب
ينتقل مرض نقص التصاق الكريات البيضاء بصفة جسمية متنحية، وتتضمن أنماطه: LAD1, LAD2, LAD3، ويعد LAD1 الأكثر شيوعًا.
يملك المرضى الذين يعانون من LAD1 خللًا جزئيًا مورثًا يسبب نقصًا في الوحدة الفرعية للبروتين الغشائي إنتغرين بيتا 2، ويدعى أيضًا CD18، إذ يقوم جين ITGB2 الموجود على الصبغي 21 بترميزه، وتشارك هذه الوحدة الفرعية في تشكيل البروتين الغشائي إنتغرين بيتا 2 (LFA-1, Integrin alphaXbeta2, and Mac-1/CR3) عن طريق اتحاد وحدات فرعية من CD11.
تؤدي الطفرات في جين ITGB2 إلى غياب أو انخفاض أو إنتاج شاذ لبروتين CD18، ما يسبب نقصًا في إنتاج بروتينات الغشاء للكرية البيضاء المسؤول عنها الإنتغرين بيتا 2، وتتمثل الوظيفة الرئيسية لهذه البروتينات في السماح للعدلات بالخروج من مجرى الدم إلى الأنسجة المصابة عن طريق التوجه عبر روابط متعددة موجودة على بطانة الأوعية، على سبيل المثال ICAM-1، فعند مرضى LAD1 لا تستطيع العدلات التسرب من الأوعية ومحاربة الجراثيم في الأنسجة، وبذلك ستتكاثر الجراثيم بحرية داخل الأنسجة، وتحدث إنتانًا جهازيًا قادرًا على الانتشار دون عوائق، وتحدث إصابات خطيرة في الأنسجة.

## التشخيص
يشتمل التشخيص عادةً على عدة اختبارات أولية لوظيفة المناعة، بما في ذلك التقييم الأساسي لنظام المناعة الخلطية، والجهاز المناعي الخلوي، وسوف يكشف تعداد كريات الدم البيضاء WBC عن مستويات مرتفعة للغاية من العدلات (بزيادة تتراوح ما بين 6 إلى 10 أضعاف عددها الطبيعي) لأنها غير قادرة على مغادرة الأوعية الدموية.
في حالة LAD-I، تُشخص الحالة بشكل نوعي عبر إجراء اختبار تدفق خلوي. تكشف هذه التقنية عن التعبير الغائب أو المنخفض من CD18 في غشاء الكريات البيض، مؤخرًا أصبح بالإمكان تشخيص الحالة قبل الولادة ما يسمح بالتشخيص الباكر للمرض.
يُشخص LAD2 عبر دراسة الأشكال المختلفة للبروتين السكري الموجود في بروتين الترانسفيرين.
أما في LAD3 نستخدم وجود خاصية تأثر وظيفة الصفيحات في تمييزها عن الأنواع الأخرى.

## العلاج
على الرغم من تلقي المرضى العلاج المكثف، وحتى في حال نقل خلايا محببة من متبرعين أصحاء، فالعلاج الوحيد هو زرع الخلايا الجذعية المكونة للدم، ومع ذلك فقد أُحرز تقدم مهم في العلاج الجيني، ولا يزال مجال البحث مفتوحًا، وقد اختُبر تأثير نواقل الفيروسات الرغوية والفيروسات البطيئة على جين ITGB2 واختُبرت التجربة حتى الآن على نماذج LAD1، لكنها لا تزال في المرحلة قبل السريرية (طُبقت على فئران تعاني من نقص CD18 وكلاب متأثرة بنقص الكريات البيضاء).

## الإنذار
ذكرت دراسة أجريت عام 2009 نتائج 36 طفلاً تلقوا عملية زرع خلايا جذعية. في وقت المتابعة (الوقت المتوسط 62 شهرًا)، كان 75٪ من الأطفال لا يزالون على قيد الحياة.

## الوبائيات
يُعد LAD مرضًا نادرًا، وبانتشار يقدر بواحد لكل 100000 ولادة، مع عدم وجود ميل عنصري أو عرقي موصوف، والنوع الأكثر شيوعًا هو LAD1.